# DingeDenkenLichtenberg

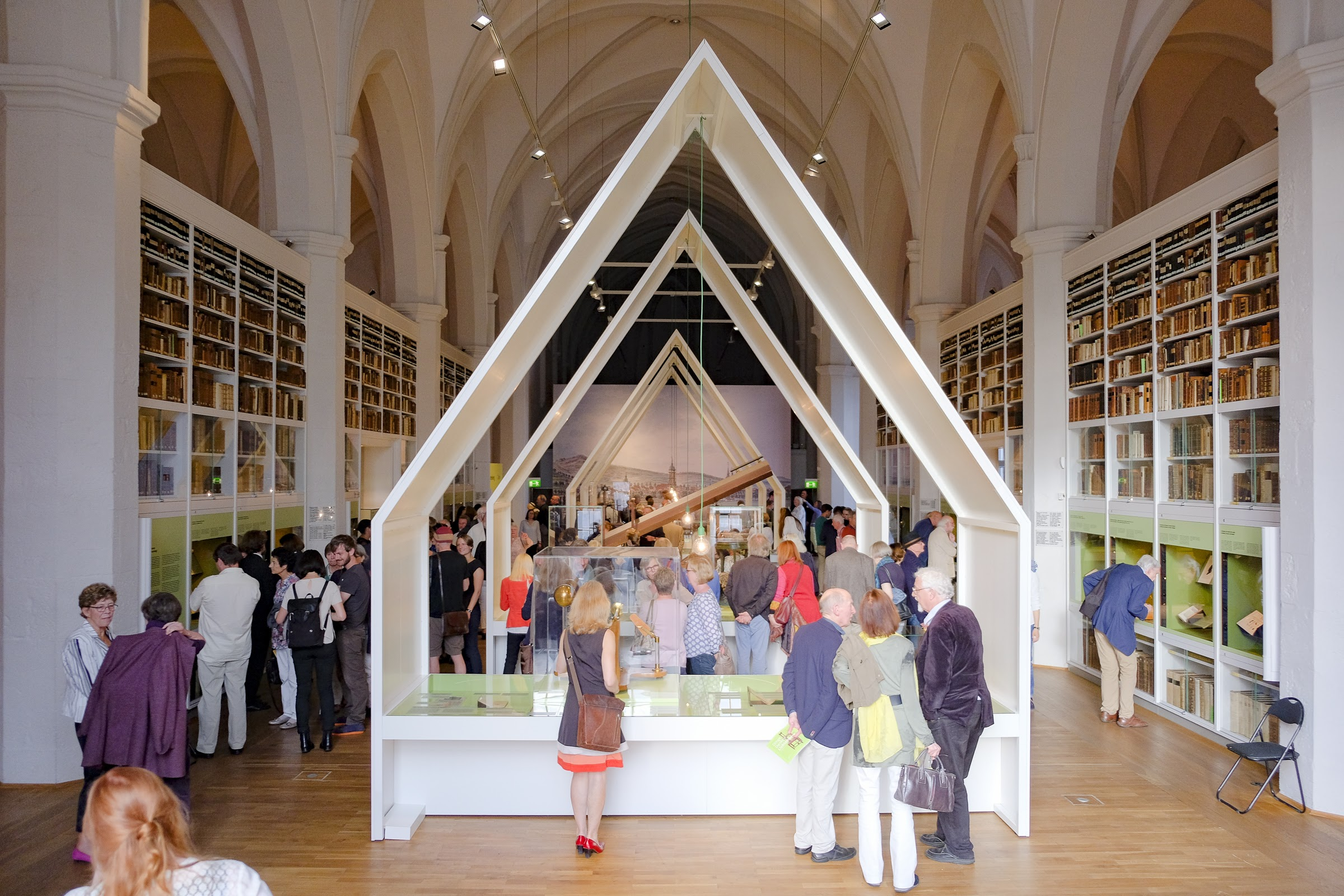
Die Ausstellung zeigte Lichtenbergs Apparate zusammen mit seinen Briefen, seinen Sudelbüchern und anderen Quellen.

Unter dem Titel DingeDenkenLichtenberg wurde von der Niedersächsischen Staats- und Universitätsbibliothek Göttingen vom 30. Juni 2017 bis 3. Oktober 2017 in der Paulinerkirche in Göttingen eine Ausstellung gezeigt, die einer der bedeutendsten Persönlichkeiten des 18. Jahrhunderts gewidmet war. Aus Anlass des 275. Geburtstages von Georg Christoph Lichtenberg wurden seine erhaltenen physikalischen Instrumente und sein schriftlicher Nachlass ausgestellt. Dabei wurde der Versuch unternommen, Lichtenberg nicht auf seine berühmten Aphorismen einerseits oder auf seine Wirkung als Experimentalphysiker andererseits zu reduzieren, sondern die Vielfalt seiner Beobachtungen, Interessen und Leistungen zu vermitteln. Lichtenberg wurde so „als beispielhafte Persönlichkeit eines Wissenschaftlers und akademischen Lehrers des 18. Jahrhunderts“ gezeigt. Die Ausstellung war ein „Schritt zum Forum Wissen“, dem „zukünftigen Wissens-Museum der Universität“ Göttingen.

## Konzept
In der Ausstellung wurden die Exponate als konkrete Dinge mit Lichtenbergs Gedankenwelt und abstrakten Ideen sowie mit seinem praktischen Handeln in Zusammenhängen von Objekt, Idee und Praxis präsentiert. Dazu traten neben die klassischen Wandvitrinen Tischvitrinen in Hausform: Durch sie wurden der historischen Universitätskirche, die für die akademische Welt in der Stadt Göttingen steht, „kleine Rückzugsräume einverleibt“, wie sie Lichtenberg in seinen Gärten und Gartenhäusern genutzt hat. Die Ausstellung war in vier Kapitel gegliedert: Der erste Teil „Aufklärung(en)“ ordnete Lichtenberg in den Kontext dieser vielgestaltigen Epoche ein, und zeigte, wie er in Bild und Text die damaligen Neuerungen reflektierte. Der Abschnitt „Wissensinstitutionen“ widmete sich verschiedenen Einrichtungen, wie Gelehrtengesellschaften, Sozietäten und Akademien, die für Lichtenberg von Bedeutung waren. Als „Wissensdinge“ standen in einem weiteren Teil die physikalischen Instrumente und technischen Geräte im Mittelpunkt; und das Kapitel „Lebenswelten“ zeigte, wie die Wahrnehmung des Äußeren durch die menschlichen Sinne ebenso wie die analytische Beobachtung des Inneren Forschung und Alltag dieses Gelehrten bestimmten.

## Besondere Exponate
Unter den mehr als 200 Exponaten ragten die von Lichtenberg als „unentbehrlich“ bezeichnete Luftpumpe der Londoner Instrumentenbauer Nairne & Blunt von 1782 (heute in der Sammlung des I. Physikalischen Instituts der Universität Göttingen) sowie sämtliche erhaltenen „Sudelbücher“ aus der Sammlung der Niedersächsischen Staats- und Universitätsbibliothek Göttingen heraus. Außerdem waren ein mehr als drei Meter großes Spiegelteleskop, das Lichtenberg zusammen mit Abraham Gotthelf Kästner 1786 als Geschenk des englischen Königs und hannoverschen Kurfürsten Georg III. entgegennehmen durfte (heute in der Sammlung des Instituts für Astrophysik der Universität Göttingen) und der dazugehörige Spiegel von Friedrich Wilhelm Herschel sowie das berühmte polemisch-ironische Plakat („Avertissement“) gegen den als Zauberkünstler auftretenden Illusionskünstler Jacob Philadelphia besonders hervorzuheben.

## Verschiedenes
Die Ausstellung stand im Kontext mit weiteren Veranstaltungen, Lesungen und Ausstellungen, die 2017 in Göttingen im Gedenken an Georg Christoph Lichtenberg durchgeführt wurden. Kooperationspartner der Ausstellung waren die Akademie der Wissenschaften zu Göttingen, das I. Physikalische Institut, die Lichtenberg-Gesellschaft e.V. und die Zentrale Kustodie der Universität Göttingen. Begleitend zur Ausstellung wurde vom YLAB-Geisteswissenschaftliches Schülerlabor der Universität Göttingen ein pädagogisches Programm für Schülerinnen und Schüler angeboten sowie ein Aphorismus-Schülerschreibwettbewerb unter dem Motto „Mach's wie Lichtenberg“ durchgeführt.

## Ausstellungskatalog
Zu der Ausstellung erschien eine bebilderte Begleitpublikation als gedruckte Ausgabe und als frei zugängliche Open-Access-Veröffentlichung (siehe Literatur und Weblinks). Sie enthält neben Grußworten und einer Einführung in die Ausstellung, 39 ausgewählte Exponate als ganzseitige Abbildungen mit entsprechenden Nachweisen und Erläuterungen. Die Veröffentlichung ist durchgängig zweisprachig (deutsch/englisch) gehalten.